# Wikipédia en komering
Wikipédia en komering (en komering : Wikipidiya basa Kumoring) est l’édition de Wikipédia en komering, langue  malayo-polynésienne occidentale parlée dans la province de Lampung au Sud de l'île de Sumatra en Indonésie. L'édition est lancée le 24 septembre 2024,,,. Son code est : kge.
Au 23 mars 2025, l'édition en komering contient 2 540 articles et compte 670 contributeurs, dont 16 contributeurs actifs et 2 administrateurs.

## Présentation

Logo de l'édition en écriture komering.

L'édition est écrite en utilisant l'alphabet latin.

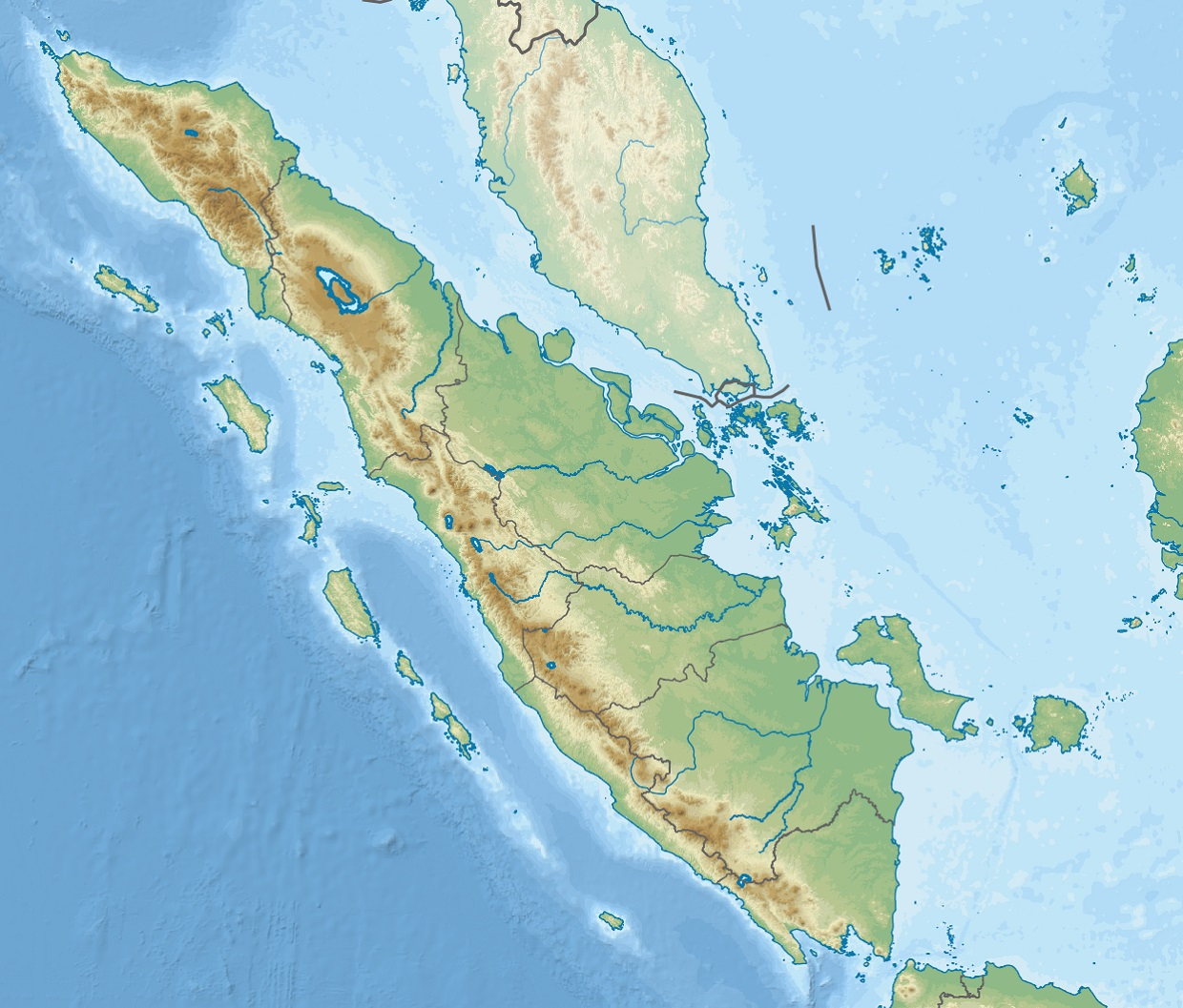
L'île de Sumatra. Le komering est parlé dans l'extrême Sud de l'île dans la province de Lampung.
Localisation des langues lampungiques. Le komering est en bleu sur la carte.

## Statistiques
- Le 12 octobre 2024, l'édition en komering contient 2 033 articles et compte 206 contributeurs, dont 18 contributeurs actifs et 0 administrateurs.
- Le 23 mars 2025, elle contient 2 540 articles et compte 670 contributeurs, dont 16 contributeurs actifs et 2 administrateurs.